# Xylotrechus pici
Xylotrechus pici là một loài bọ cánh cứng trong họ Cerambycidae.